# بودون‌هی
بودون‌هِی (به مجاری:  Bodonhely) یک منطقهٔ مسکونی در مجارستان است که در ناحیه چورنا واقع شده‌است. بودون‌هِی ۱۱٫۱ کیلومتر مربع مساحت و ۲۷۷ نفر جمعیت دارد.